# 新型インフルエンザ等対策推進会議

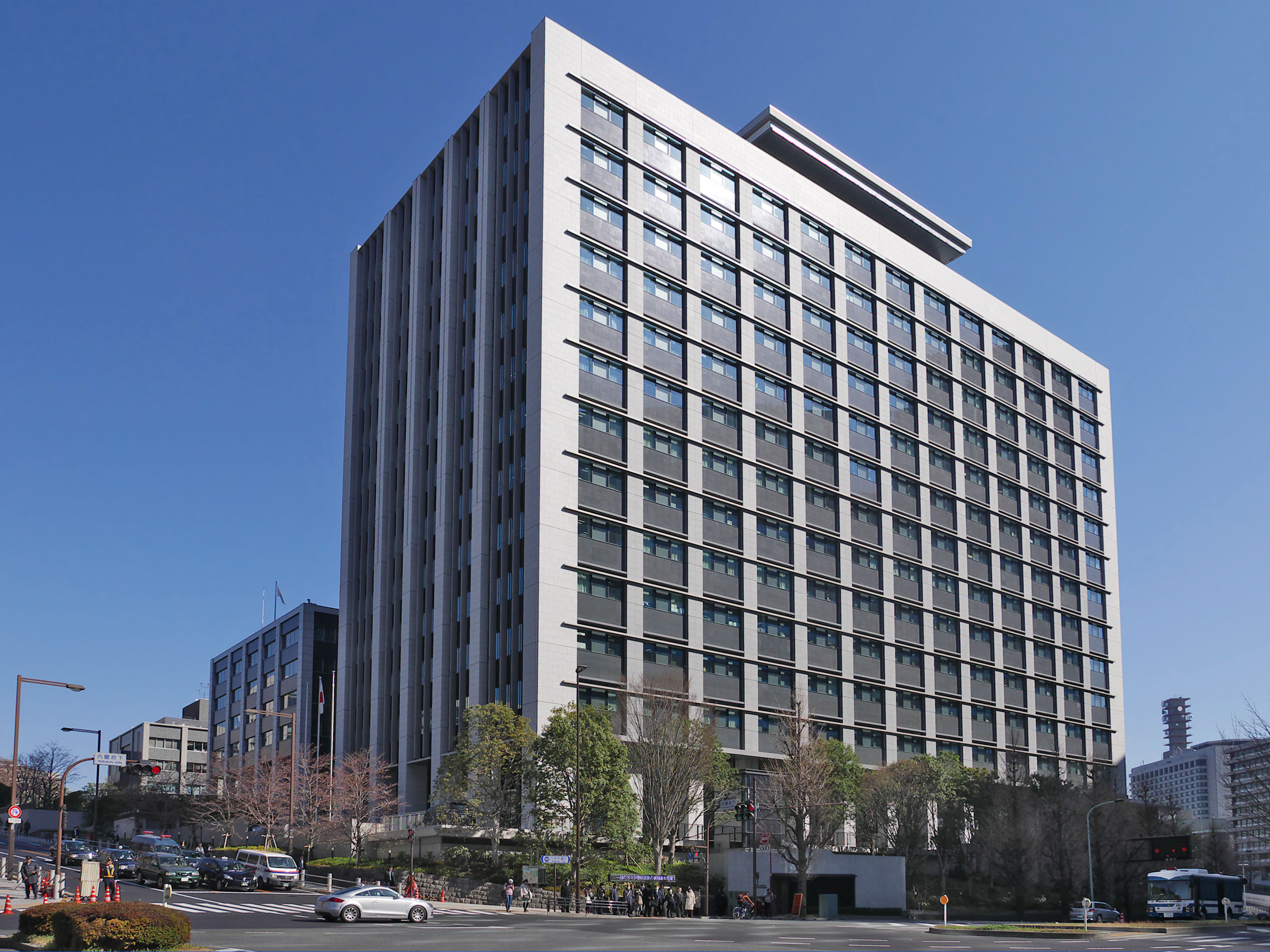
第1回審議が開催された中央合同庁舎第八号館

新型インフルエンザ等対策推進会議（しんがたいんふるえんざとうたいさくすいしんかいぎ、英語: Promotion Council on Countermeasures against Novel Influenza and Other Diseases）は、日本の内閣に設置されている会議体。

## 概要

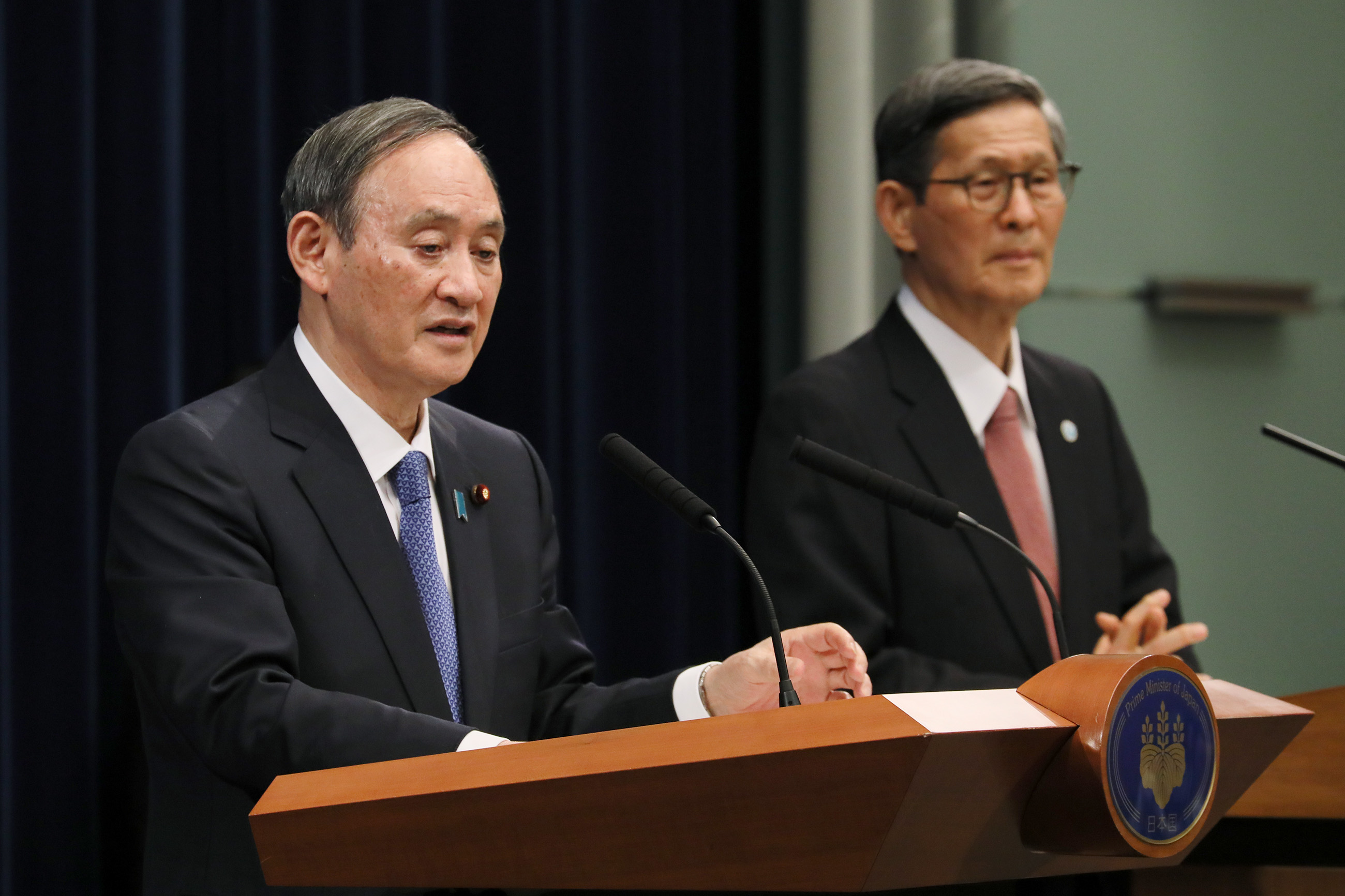
基本的対処方針分科会会長尾身茂（右）と内閣総理大臣菅義偉（左）（2021年、総理大臣官邸にて）

新型インフルエンザ等対策推進会議は、世界で感染が拡大したH1N1亜型によるインフルエンザの教訓に基づき、新型インフルエンザなど感染症への対策のため2012年に設置された諮問機関である。内閣の下に設置されている。
設置根拠は、2012年に野田第1次改造内閣が提出し、第180回国会にて可決・成立した新型インフルエンザ等対策特別措置法第70条の2に基づく。傘下に置いた基本的対処方針分科会が同法に基づく緊急事態宣言を所管することになった。なお、2020年の新型インフルエンザ等対策特別措置法の一部を改正する法律の施行に伴い、基本的対処方針分科会は、インフルエンザだけでなく新型コロナウイルス感染症に対する緊急事態宣言についても所管することになった。2021年に新型コロナウイルス感染症に対する緊急事態宣言が発出された際にも、その妥当性について審議している。内閣総理大臣の菅義偉が緊急事態宣言の発出について会見する際には、新型インフルエンザ等対策有識者会議の会長であり基本的対処方針分科会の会長でもあった尾身茂も同席した。

## 構成
構成員
- 五十嵐隆（議長、国立成育医療研究センター理事長）
- 稲継裕昭（早稲田大学政治経済学術院教授）
- 大曲貴夫（国立国際医療研究センター国際感染症センター センター長）
- 釜萢敏（公益社団法人日本医師会常任理事）
- 河岡義裕（東京大学医科学研究所ウイルス感染部門特任教授）
- 工藤成生（日本経済団体連合会危機管理・社会基盤強化委員会企画部会長）
- 幸本智彦（東京商工会議所議員）
- 齋藤智也（国立感染症研究所感染症危機管理研究センター長）
- 滝澤美帆（学習院大学経済学部経済学科教授）
- 中山ひとみ（霞ヶ関総合法律事務所弁護士）
- 奈良由美子（放送大学教養学部教授）
- 平井伸治（鳥取県知事）
- 前葉泰幸（津市長）
- 村上陽子（日本労働組合総連合会副事務局長）
- 安村誠司（議長代理、福島県立医科大学理事兼副学長、医学部教授）

## 組織
- 新型インフルエンザ等対策推進会議
  - 基本的対処方針分科会（2023年9月1日廃止[4]）
  - 医療及び公衆衛生分科会（2023年9月1日廃止[4]）
  - 社会経済活動分科会（2023年9月1日廃止[4]）
  - 新型コロナウイルス感染症対策分科会（2023年9月1日廃止[4]）

### 註釈
1. ↑  新型インフルエンザのみを所管しているのではなく、傘下の基本的対処方針分科会は新型インフルエンザだけでなく新型コロナウイルスに対する緊急事態宣言も所管していた。なお、名称が類似しているが、新型コロナウイルス感染症対策本部の下に設置されていた新型コロナウイルス感染症対策分科会とは異なる。